# 広橋綱光
広橋 綱光（ひろはし つなみつ）は、室町時代後期の公卿。広橋宣光の子。官位は従一位。准大臣。贈内大臣。

## 経歴
広橋宣光の子として誕生。母は神祇伯資忠王の娘・豊子女王。
文安2年（1445年）に元服して従五位下治部少輔となる。文安5年（1448年）に蔵人となり、宝徳2年（1450年）には右少弁・左少弁・権右中弁と転じ、享徳元年（1452年）に右中弁、翌年には左中弁・蔵人頭・右大弁と転じて享徳3年（1454年）に参議。康正元年（1455年）に左大弁に転じ、翌年には権中納言・右兵衛督・検非違使別当、長禄3年（1459年）以後、家職であった武家伝奏を務める。寛正6年（1465年）に従二位、文明2年（1470年）に権大納言、文明5年（1473年）に正二位。文明8年（1476年）には南都伝奏を兼務。
武家伝奏のみならず、後土御門・後柏原両天皇の乳母（守子、大典侍）や二条政嗣室を娘に持つなど、宮廷にも強い人脈を有し、死の間際には摂関家の左右両大臣が有していなかった従一位に叙されて准大臣宣下を受けている。

## 系譜
- 父：広橋宣光
- 母：豊子女王 - 資忠王の娘
- 妻：不詳
  - 男子：広橋兼顕
  - 女子：広橋守光室 - 広橋兼秀の母
  - 女子：聖慶（?-1536）
  - 養子：飛鳥井雅俊室